# Grado centesimale
Il grado centesimale o gradiente, generalmente indicato con grad o gon (dal greco antico γωνία?, gōnía, "angolo"), o anche con il simbolo ᵍ (Unicode: U+1D4D), è un'unità di misura dell'angolo, facente parte del sistema metrico sviluppato in Francia nel XVIII secolo sotto la spinta di Luigi XVI. Il gon corrisponde a {\displaystyle 1/400} dell'angolo giro ovverosia {\displaystyle 1/100} dell'angolo retto, pertanto 100ᵍ = 90°. Un gon equivale a {\displaystyle 9/10} di un grado sessagesimale (o grado sessadecimale) ed a π/200 radianti. Oltre al gon si utilizza anche il milligon, che corrisponde ad un millesimo di gon.
L'uso del gon è rimasto molto limitato nel tempo e con l'arrivo del Sistema internazionale di unità di misura la sua diffusione si è ulteriormente ristretta. È stato comunque molto usato nella misurazione del terreno, e l'artiglieria francese ha usato il gon per decenni. Tutte o quasi le calcolatrici offrono la possibilità di fare i calcoli con i gradi centesimali, accanto ai gradi d'arco e ai radianti.